# Dimitri Champion
Dimitri Champion (La Rochelle, Charente Marítim, 6 de setembre de 1983) és un ciclista francès, professional des del 2007. El 2009 es proclamà campió de França de ciclisme en ruta. Actualment corre a l'equip AG2R-La Mondiale.

## Palmarès
- 2005
  -  Campió de França de contrarellotge sub-23
  - 1r a la Crono des Herbiers espoirs
  - Vencedor d'una etapa del Tour d'Alsàcia
- 2006
  -  Campió de França amateur
  - Vencedor d'una etapa del Tour de Guadeloupe
- 2009
  -  Campió de França en ruta
  - 1r al Circuit de les Ardenes
  - 1r al Tour de Finisterre
  - Vencedor d'una etapa del Kreiz Breizh Elites

### Resultats a la Volta a Espanya
- 2007. Abandona (14a etapa)
- 2008. 106è de la classificació general